# Jim Webb
James Henry "Jim" Webb, Jr., född 9 februari 1946 i Saint Joseph, Missouri, USA, är en amerikansk författare och republikansk politiker. Han var ledamot av USA:s senat från delstaten Virginia 2007–2013.

## Biografi
Webb är ättling till Nordirlands skottar. Han har skrivit en historiskt verk, Born Fighting, om sin befolkningsgruåå Scots-Irish Americans och deras roll i USA:s historia. Webbs anfäder anlände i Nordamerika på 1700-talet. Jim Webb har också skrivit sex romaner.
Webb studerade vid University of Southern California 1963-1964 och tog officersexamen från United States Naval Academy 1968. Han var officer i USA:s marinkår 1968-1972 och deltog i Vietnamkriget. Han fick flera medaljer: Navy Cross, Silver Star, två gånger Bronze Star och två gånger Purple Heart.
Han har varit gift tre gånger och har fem barn. Hans tredje hustru Hong Le Webb är född i Vietnam och uppvuxen i New Orleans. Jim Webb talar flytande vietnamesiska enligt hustrun.
Han avlade juristexamen vid Georgetown University 1975. Som republikansk politiker tjänstgjorde han under Ronald Reagan först som understatssekreterare i försvarsdepartementet 1984–1987 och sedan som marinminister 1987–1988. Han avgick 1988 som protest mot åtstramningar; han ville inte minska storleken på USA:s flotta.
Han är manusförfattare till actionfilmen Rules of Engagement.
Webb varnade inför 2003 års Irakkrig att om USA skulle invadera Irak kunde detta leda till ett utdraget gerillakrig. Hans son Jimmy Webb tjänstgjorde i Irakkriget. Webb bytte till demokratiska partiet och invaldes i senaten 2006. Han besegrade sittande senatorn George Allen, och Webbs motstånd mot Irakkriget var en avgörande faktor för att han vann valet. I valet 2012 ställde Webb dock inte upp för omval. I juli 2015 meddelade Webb att han kandiderade för president till valet 2016. Han drog tillbaka sin kandidatur 20 oktober samma år 